# Leszek Snopkowski
Leszek Franciszek Snopkowski (ur. 13 stycznia 1928 w Krakowie, zm. 1 stycznia 2015 tamże) – polski piłkarz.

## Życiorys
Jego ojciec był szewcem. On sam w 1952 ukończył studia prawnicze na Uniwersytecie Jagiellońskim. W latach 1951–1954 pracował w Wojewódzkim Urządzie Bezpieczeństwa Publicznego jako kwatermistrz.
W latach 1944–1961 występował w Wiśle Kraków. Od 1946 w pierwszej drużynie. W 1949 i 1950 wywalczył z klubem mistrzostwo Polski. W latach 1953–1961 kapitan zespołu. Po zakończeniu kariery działacz klubowy. Zasiadał w Radzie Seniorów klubu TS Wisła. W 2012 otrzymał status "Wiślackiej Legendy", a jego koszulka zawisła pod dachem stadionu im. Henryka Reymana.
W Wiśle Kraków rozegrał 210 oficjalnych spotkań.
Po zakończeniu kariery powrócił do pracy w milicji obywatelskiej. Zajmował się tam głównie przestępczością gospodarczą. W 1972 roku został  naczelnikiem wydziału. Działał także w zarządzie klubu. Był również delegowany do zarządu Polskiego Związku Piłki Nożnej. 
Do przejścia na emeryturę w stopniu pułkownika był funkcjonariuszem milicji.
W 2012 otrzymał status "Wiślackiej Legendy".
Pochowana na cmentarzu Batowickim w Krakowie (kw. A-XI-zach.-6).

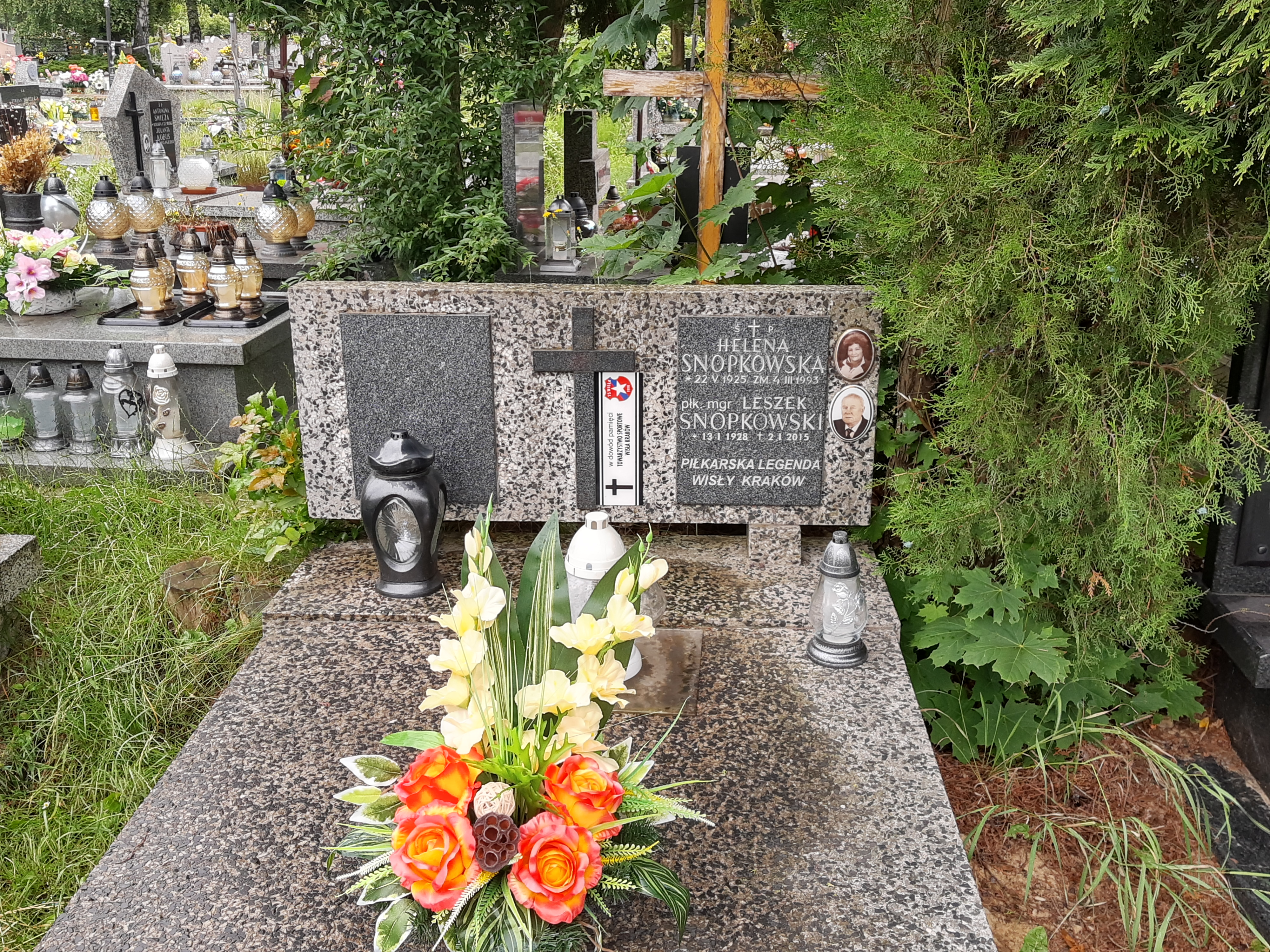
Grób Leszka Snopkowskiego na Cmentarzu Prądnik Czerwony